# Theophilus Eaton
Theophilus Eaton (Stony Stratford, 1590 – New Haven, 1658) è stato un funzionario britannico.

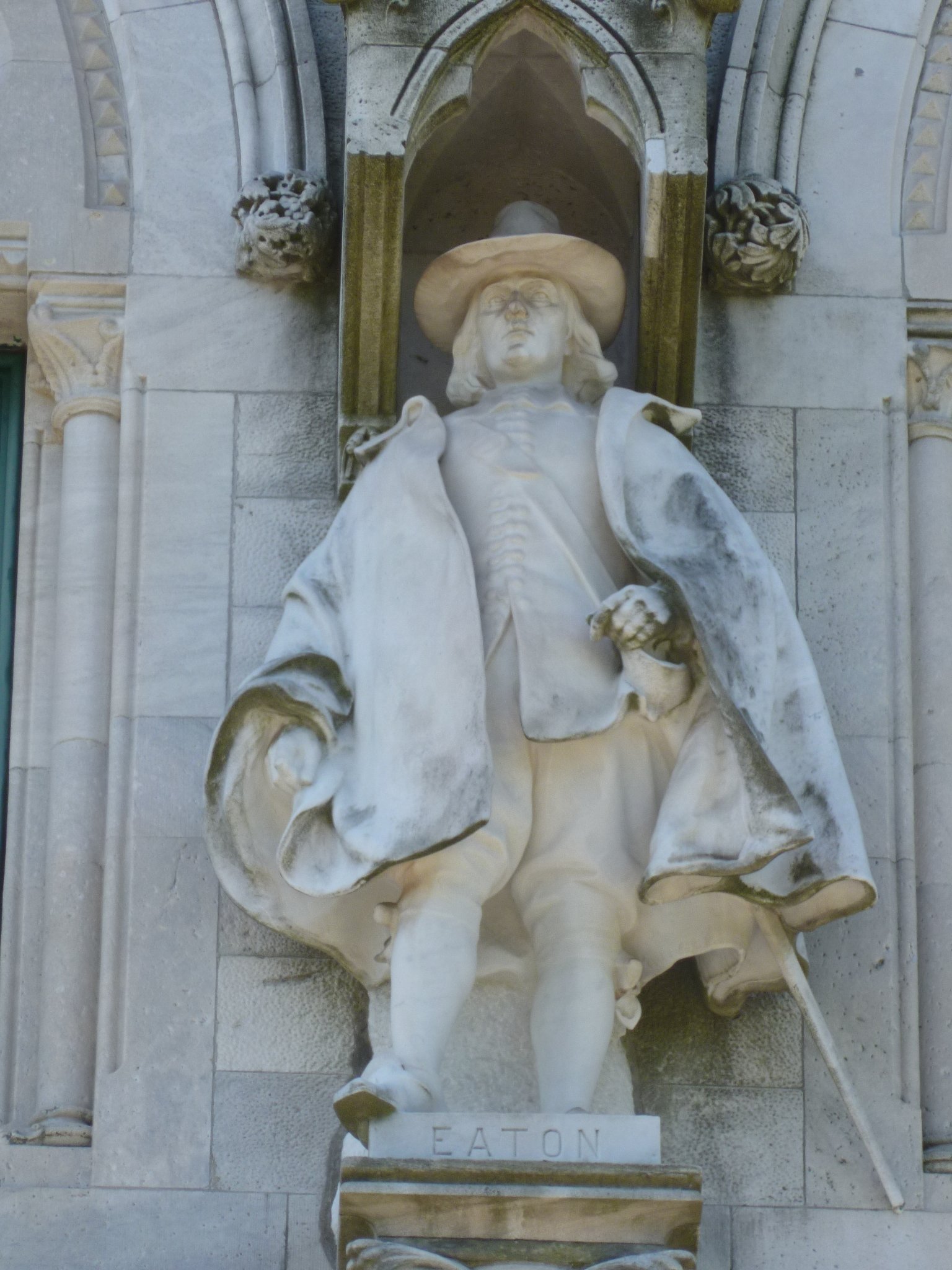
Statua di Theophilus Eaton ad Hartford

Agente d'affari puritano emigrato in Massachusetts nel 1637, fondò nel 1638 la colonia di New Haven in Connecticut. Nel 1643 fondò la New England Confederation.